# Aloka Liefrink
Aloka Liefrink (Kerala, 19 juli 1979) is een Vlaams-Nederlands schrijfster van Indiase afkomst. Ze woont en werkt sinds 2025 in Hasselt.

## Achtergrond
Liefrink werd geboren in Kerala, een deelstaat in het zuidwesten van India. De eerste negen levensmaanden bracht ze er door in een weeshuis. Daarna werd Liefrink geadopteerd door een Belgisch-Nederlands echtpaar. Ze groeide op in België, waar haar adoptievader Jos Liefrink hoofdredacteur was bij de Standaard Uitgeverij. Ze studeerde af in de richting public relations en voltooide in 2009 een studie tot lifecoach. Tussen 2016 en 2024 maakte Liefrink de overstap van Vlaanderen naar Nederland.

## Schrijverschap
Liefrink debuteerde in 2010 met Verweesd, een sterk autobiografisch getinte roman. Ze beschrijft hierin haar adoptieverhaal en ontwrichte jeugd. Daarna schreef ze psychologische thrillers. In 2014 kwam de politiethriller Onderhuids op de markt, die Liefrink samen schreef met auteur Luc Deflo. In 2016 besloot ze om weer solo te gaan en schreef ze De Voyeur.
In september 2017 verscheen haar zevende boek, een non-fictie werk over mindfulness. In september 2020 verscheen Solovlucht bij Hamley Books, een psychologische roman met autobiografische invloeden, die gezien kan worden als het vervolg op Verweesd. In 2017 herstartte ze haar praktijk als gesprekstherapeut in Gorinchem, vanaf september 2019 in Tiel om vanaf 2024 weer terug te keren naar België. 